# 施普雷河畔索兰
施普雷河畔索兰（德語：Sohland an der Spree，官方拼写为，發音：[ˈzoːlant ʔan deːɐ̯ ˈʃpʁeː]，發音：[ˈzawɔm]）是德国萨克森州包岑县的市镇，面积37.3平方千米，2023年12月31日人口为6,528人。